# Gouvernement Kobakhidze II
République de Géorgie
Kobakhidze I 
Le gouvernement Kobakhidze est le gouvernement de la république de Géorgie depuis le 28 novembre 2024, sous la XIe législature du Parlement.

## Historique et coalition
Le gouvernement est dirigé par le Premier ministre sortant libéral Irakli Kobakhidze. Il est constitué et soutenu par le Rêve géorgien-Géorgie démocratique (KO-DS). Seul, il dispose de 76 députés sur 150, ce qui lui garantit la majorité absolue au Parlement.
Il est formé à la suite des élections législatives géorgiennes de 2024.

### Formation
La composition est annoncée le 28 novembre.

## Composition
- Par rapport au gouvernement Kobakhidze I, les nouveaux ministres sont indiqués en gras, ceux ayant changé d'attributions en italique.

| Fonction                                                                         | Titulaire | Titulaire            | Parti |
| -------------------------------------------------------------------------------- | --------- | -------------------- | ----- |
| Premier ministre                                                                 |           | Irakli Kobakhidze    | KO-DS |
| Premier vice-Premier ministre Ministre de l'Économie et du Développement durable |           | Levan Davitachvili   | KO-DS |
| Vice-Première ministre Ministre de la Culture, des Sports et de la Jeunesse      |           | Tea Tsouloukiani     | KO-DS |
| Vice-Premier ministre Ministre de la Défense                                     |           | Irakli Chikovani     | KO-DS |
| Ministre des Finances                                                            |           | Lasha Khutsishvili   | KO-DS |
| Ministre des Affaires étrangères                                                 |           | Maka Bochorishvili   | KO-DS |
| Ministre de la Justice                                                           |           | Anri Okhanashvili    | KO-DS |
| Ministre du Développement régional et des Infrastructures                        |           | Irakli Karseladze    | KO-DS |
| Ministre des Déplacés internes, de la Santé, du Travail et des Affaires sociales |           | Mikheil Sarjveladze  | KO-DS |
| Ministre de l'Intérieur                                                          |           | Vakhtang Gomelaouri  | KO-DS |
| Ministre de l'Éducation, de la Science, de la Culture et des Sports              |           | Giorgi Amilakhvari   | KO-DS |
| Ministre de la Protection de l'environnement et de l'Agriculture                 |           | Davit Songhulashvili | KO-DS |
| Ministre d'État pour la Réconciliation et l'Égalité civile                       |           | Tea Akhvlediani      | KO-DS |